# التهوية عبر الحنجرة عن طريق الجلد
```
التهوية عبر الحنجرة عن طريق الجلد ( PTLV )
، و المعروف أيضًا بإسم ب
ضع الغشاء الحلقي و الدرقي بالإبرة،
 هو عملية توصيل 
الأكسجين
 إلى 
الرئتين
 من خلال 
قسطرة فوق الإبرة
 تُدخل عبر جلد 
الرقبة
 إلى 
القصبة الهوائية
. 
[
1
]
 يجرى عادةً للأطفال الصغار أقل من 5 سنوات إلى أقل من 12 عاما. بدلاً من 
بضع الغشاء الحلقي والدرقي الجراحي
 
[الإنجليزية]
 ، و ذلك في حالة عدم إمكانية التنبيب فيها و التهوية . 
[
2
]
 
[
3
]
 كما أنه يستخدم كجزء من 
التخدير
 لجراحة الحنجرة . 
[
3
]
```

يتضمن الإجراء وضع إبرة كبيرة عبر الغشاء الحلقي الدرقي (CTM) موجهة نحو الرئتين.  بمجرد وضع القسطرة في مكانها، تُخرج مباشرة من الإبرة إلى مجرى الهواء.  يتم بعد ذلك توصيل الأكسجين عن طريق جهاز التنفس الصناعي النفاث عالي الضغط أو قناع صمام الكيس .  و في حالة استخدام قناع صمام الكيس، تُسْتَخدم الأنابيب الوريدية و محول أنبوب القصبة الهوائية 2.5 لتوصيل المكونات.  كما يُعطى الأكسجين لفترة وجيزة مع توفير وقت كبير للهواء للخروج من الرئتين . 
إضافة إلى ذلك، يمكن خياطة القسطرة أو ربطها في مكانها.  فيمكن استخدام جهاز الكابنوغرافيا للتحقق من وجودها في المكان الصحيح.  قد تشمل المضاعفات على سوء وضع القسطرة أو انسدادها، والنزيف، وانتفاخ الرئة تحت الجلد ، واسترواح الصدر، واسترواح المنصف ، وإصابة الحبل الصوتي، وانثقاب المريء، وإصابة غضروف الحنجرة،  و مع مرور الوقت، قد يتطور الحماض التنفسي .  نظرًا لأن الإجراء نادرًا ما يُنفذ، فمن المهم إعداد المعدات و إجراء المحاكاة جيدا قبلا . 